# Joanna Jakimiuk
Joanna Maja Jakimiuk (* 24. August 1975 in Breslau) ist eine ehemalige polnische Degenfechterin.

## Karriere
Joanna Jakimiuk gewann 1994 in Athen mit der Mannschaft die Bronzemedaille bei den Weltmeisterschaften. Im Jahr darauf wurde sie in der Einzelkonkurrenz nach einem Finalsieg gegen Gyöngyi Szalay Weltmeisterin. Bei den Olympischen Spielen 1996 in Atlanta schied sie in der zweiten Runde des Einzels aus und belegte letztlich Rang 21. 1998 sicherte sich Jakimiuk bei den Europameisterschaften in Plowdiw wiederum in der Mannschaftskonkurrenz Bronze.